# Adelaide de Saxa-Meiningen
Prințesa Adelaide de Saxa-Meiningen (Adelaide Louise Theresa Caroline Amelia; mai târziu regina Adelaide; 13 august 1792 – 2 decembrie 1849) a fost soția regelui William al IV-lea al Regatului Unit. Orașul australian Adelaide este numit după numele reginei.

## Primii ani
Adelaide s-a născut la 13 august 1792 la Meiningen, Thuringia, Germania. Tatăl ei era George I, Duce de Saxa-Meiningen iar mama Luise Eleonore, fiica prințului Christian de Hohenlohe-Langenburg. Era numită Înălțimea Sa Serenă Prințesa Adelaide de Saxa-Meiningen, Ducesă de Saxonia de la naștere până la Congresul de la Viena, când întregii Case de Wettin i-a fost luat rangul de Înălțime.
Saxa-Meiningen era un stat mic, care acoperea 432 km2. Era cel mai liberal stat german și, spre deosebire de vecinii săi, permitea o presă liberă și criticarea Ducelui.

## Căsătoria

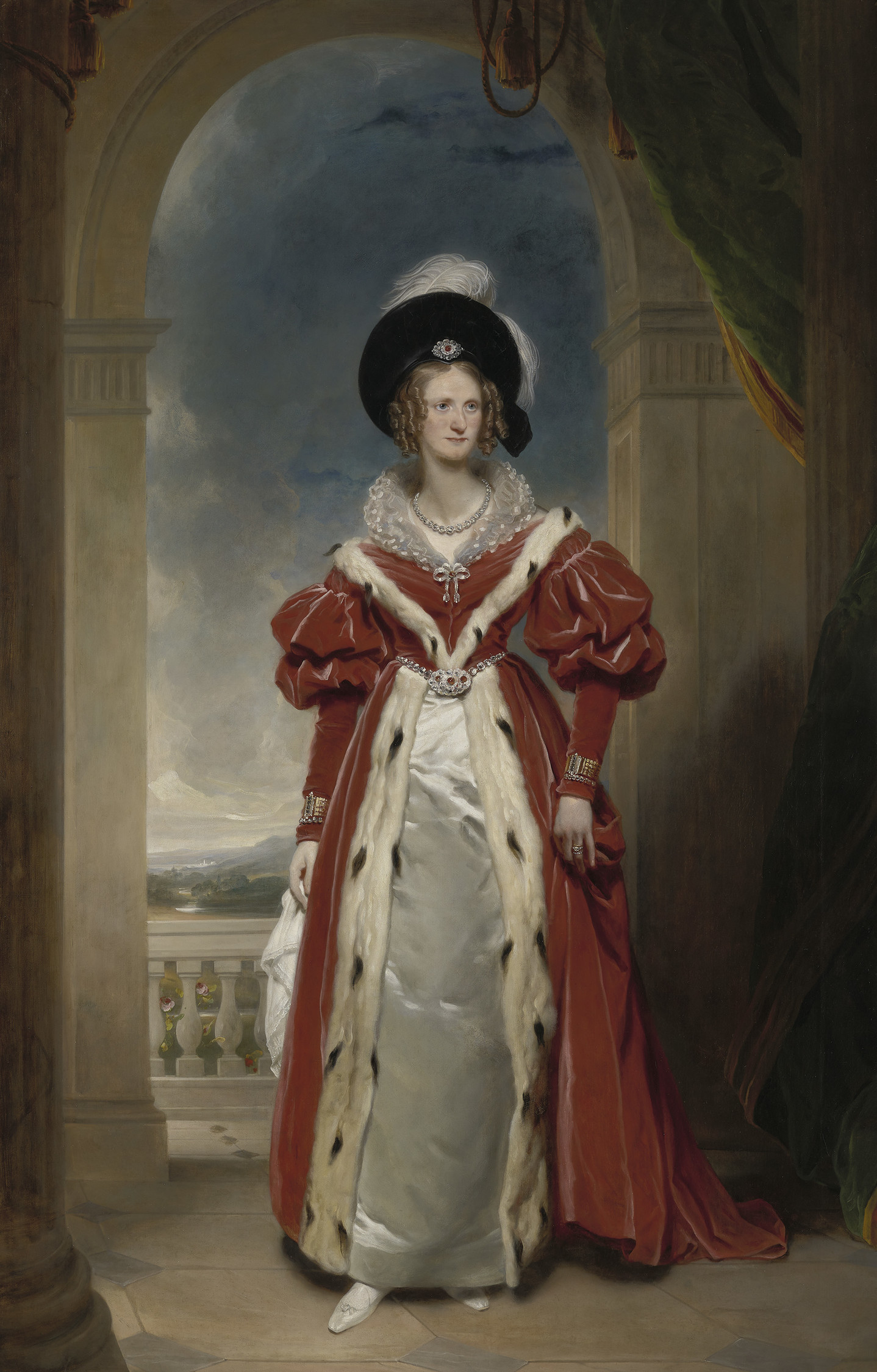
Adelaïde de Saxa-Meiningen, 1836.

La sfârșitul anului 1811, regele George al III-lea era nebun și, deși rege cu numele, moștenitorul său, George al IV-lea era Prinț Regent. La 6 noiembrie 1817 singura fiică a Prințului Regent, Prințesa Charlotte Augusta de Wales, soția Prințului Leopold de Saxa-Coburg-Saalfeld (mai târziu regele Leopold I al Belgiei) a murit la naștere. Pentru a asigura linia de succesiune la tron Prințul William, Duce de Clarence și alți fii ai regelui George al III-lea s-au grăbit să se căsătorească, pentru a avea moștenitori legitimi. William avea deja zece copii nelegitimi cu populara actriță Dorothy Jordan dar era evident că ei nu vor putea accede la tronul Regatului Unit.
Adelaide s-a căsătorit cu William în aceeași zi ca nunta fratelui lui William, Prințul Eduard, Duce de Kent și mireasa sa, Prințesa Victoria de Saxa-Coburg-Saalfeld, la 11 iulie 1818, la Palatul Kew în Surrey, Anglia. Adelaide și William  s-au întâlnit pentru prima dată cu o săptămână înaintea nunții, la 4 iulie. Nici William nici Adelaide nu mai fuseseră căsătoriți iar William era cu 28 de ani mai mare decât soția sa.
De-a lungul căsniciei cei doi au fost devotați unul altuia. Adelaide a îmbunătățit comportamentul lui William; acesta a început să bea mai puțin, să înjure mai puțin și să aibă mai mult tact.
Adelaide a rămas însărcinată însă, în luna a șaptea de sarcină, a contactat pleurezie și a născut prematur. Fiica ei, Charlotte, a trăit numai șase zile. O altă sarcină în același an, l-a determinat pe William să se mute de la Hanovra în Anglia, pentru ca moștenitorul să se nască pe pământ englezesc însă Adelaide a suferit un avort spontan la Calais în timpul călătoriei (5 septembrie 1819). A rămas însărcinată din nou și s-a născut a doua fiica, Elisabeta, în decembrie 1820. Elisabeta părea puternică însă a murit la aproape trei luni. Doi băieți gemeni s-au născut morți la 8 aprilie 1822.